# Gérard Guillaumat
Pour les articles homonymes, voir Guillaumat.
Gérard Guillaumat, né le 25 mai 1923 à Paris et mort le 4 avril 2015 à Bourgvilain, est un conteur et comédien français

## Biographie
Bien que déclaré né à Paris Gérard Guillaumat voit le jour dans le train qui ramène sa mère de Varsovie à Paris. Sa mère est danseuse dans la compagnie des Ballets russes de Serge de Diaghilev et son père, russe, est chef d'orchestre de la même troupe. Ils se sépareront. Gérard  porte le nom de sa mère. Il est placé chez une nourrice et ne vivra jamais avec ses parents. Il va à l'école à L'Isle-Adam. Durant la Seconde Guerre mondiale, il s'engage dans la Résistance. Alors qu'il transporte des courriers, il est arrêté à Bayonne. Il est torturé et condamné à mort. Grâce à l'intervention de sa mère, la peine n'est pas exécutée. Il est transféré au camp de Compiègne puis, de là, au camp de concentration de Buchenwald. Grâce à son ami Francis, il survit. Il est libéré par les Américains et soigné, durant deux ans, à la Salpêtrière.
En 1947, il rencontre Charles Dullin qui lui fait faire de la figuration, puis il tient des seconds rôles et assiste Dullin. Il part ensuite quelques années en Angleterre. Il se marie et a une fille dont il ne s'occupera guère. Il participe au travail de l'Anglo-French-Theater, une troupe qui réunit d'autres débutants tels que Peter Brook ou Peter Zadek. Il va ensuite aux États-Unis; il se drogue et doit suivre une cure de désintoxication. Il retourne en France, à Saint-Étienne, où il rencontre Jean Dasté. Il joue des rôles secondaires (le comte Almaviva du Mariage de Figaro Smerdiakov des Frères Karamazov ; il assiste Jean Dasté qui lui confie la responsabilité des Tréteaux, petite formation détachée de la troupe qui se produit dans les villages, sur les places…
En 1962, il rejoint Roger Planchon qui a fondé le théâtre de la Cité à Villeurbanne. Il est présent dans la quasi-totalité des créations de Roger Planchon.
Dans les années 1970, son activité principale est celle de conteur. Lorsqu'il vivait à Londres, il entendit Emlyn William, comédien, conter en public des extraits de Charles Dickens et cette forme l'a marqué, il a choisi de suivre cette voie. Guillaumat eut le sentiment que cette manière de faire entendre et partager les auteurs était la sienne. "Il s'est progressivement affirmé comme un passeur, un contrebandier de la lecture, se détachant du théâtre, mécontent et insatisfait de la tournure que la scène française était en train de prendre" c'est ce qu'écrit Philippe Macasdar, directeur du théâtre Saint-Gervais à Genève, avec qui il a travaillé et participé à des entretiens filmés réalisés par Maurizio Giuliani, réalisateur et photographe à Genève.
Il passe les dernières années de sa vie à Saint-Jacques-des-Arrêts (Rhône).

## Comédien
- 1948 : Hamlet de William Shakespeare, Théâtre de la Cité universitaire, Paris.
- 1953 : À chacun sa vérité de Luigi Pirandello mise en scène René Lesage
- 1954 : La Tempête d'après William Shakespeare mise en scène John Blatchley
- 1956 : Le Héros et le Soldat de George Bernard Shaw mise en scène Jean Dasté
- 1955 : Le Malade imaginaire de Molière mise en scène René Lesage
- 1955 : La P... respectueuse de Jean-Paul Sartre mise en scène Jean Dasté
- 1959 : Les Coréens de Michel Vinaver mise en scène Gabriel Monnet
- 1960 : Oncle Vania d’Anton Tchekhov mise en scène Gabriel Monnet
- 1960 : La Cerisaie d’Anton Tchekhov mise en scène Gabriel Monnet
- 1962 : Le Tartuffe de Molière mise en scène Roger Planchon
- 1962 : Don Juan de Molière mise en scène Gabriel Monnet
- 1964 : Troïlus et Cressida de William Shakespeare mise en scène Roger Planchon
- 1964 : La Vie imaginaire de l'éboueur Auguste Geai d’Armand Gatti mise en scène Jacques Rosner
- 1964 : Schweyk dans la Deuxième Guerre mondiale de Bertolt Brecht mise en scène Roger Planchon
- 1965 : Récital Maupassant d'après Guy de Maupassant mise en scène Yves Kerboul
- 1965 : Patte blanche de Roger Planchon mise en scène Jacques Rosner
- 1965 : Bérénice de Jean Racine mise en scène Roger Planchon
- 1966 : Richard III de William Shakespeare mise en scène Roger Planchon
- 1966 : Poussière pourpre de Seán O'Casey mise en scène Jacques Rosner
- 1966 George Dandin de Molière mise en scène Roger Planchon
- 1968 : Richard II de William Shakespeare mise en scène Jo Tréhard
- 1969 : L'Infâme de Roger Planchon mise en scène Roger Planchon
- 1969 : Dom Juan de Molière mise en scène Patrice Chéreau
- 1971 : Bleus, blancs, rouges ou les Libertins de Roger Planchon mise en scène Roger Planchon
- 1972 : La Langue au chat de Roger Planchon mise en scène Roger Planchon
- 1973 : Une saison en enfer d’Arthur Rimbaud mise en scène Bruno Boëglin
- 1974 : Folies bourgeoises mise en scène Roger Planchon
- 1975 : A.A. d'après Arthur Adamov mise en scène Roger Planchon
- 1976 : Sartre d'après Jean-Paul Sartre mise en scène Robert Gironès
- 1978 : Périclès, prince de Tyr de William Shakespeare mise en scène Roger Planchon
- 1978 : Antoine et Cléopâtre de William Shakespeare mise en scène Roger Planchon
- 1979 : Prévert Jacques d'après Jacques Prévert mise en scène André Cellier
- 1980 : Athalie de Jean Racine mise en scène Roger Planchon
- 1981 : Les Contes paysans d'après Guy de Maupassant mise en scène Jean-Louis Martin-Barbaz
- 1983 : Ionesco d'après Eugène Ionesco mise en scène Roger Planchon
- 1985 : Mes amis d'après Emmanuel Bove mise en scène Dominique Bagouet
- 1986 : Cabaret d'après Christopher Isherwood mise en scène Jérôme Savary
- 1989 : Féroé, la nuit... de Michel Deutsch mise en scène Georges Lavaudant
- 1989 : Passé cinq heures de Jean-François Abert mise en scène Philippe Delaigue
- 1989 : Le Poisson-scorpion d'après Nicolas Bouvier mise en scène Martine Paschoud
- 1990 : Francis de Gérard Guillaumat mise en scène Jean-Louis Martinelli
- 1991 : Fragile Forêt de Roger Planchon mise en scène Roger Planchon
- 1991 : Le Vieil Hiver de Roger Planchon mise en scène Roger Planchon
- L'Homme qui rit de Victor Hugo, mise en scène d’Isabelle Chladek,
- 2000 : Contes paysans, d'après Guy de Maupassant, collaboration artistique, Jean-Michel Meyer
- 2003 : Le Livre de ma mère d'après Albert Cohen mise en scène Jean-Louis Hourdin
- 2005 : D'où viens-tu mon petit ? de Gérard Guillaumat
- 2006 : Boby dit... mise en scène Jean-Louis Hourdin
- 2010 : En attendant Beckett d'après Samuel Beckett conception Isabelle Chladek…

## Metteur en scène
- 1955 : Le Bal des voleurs de Jean Anouilh (à la comédie de Saint-Étienne, Jean Dasté)
- 1997 : L'Histoire passionnante de la vie d'un petit ramoneur savoyard d'après Joseph Laurent Fénix conception Gérard Guillaumat
- 1997 : Récital Dickens d'après Charles Dickens Guillaumat
- 2011 : L'Homme qui rit d'après le roman de Victor Hugo conception Gérard Guillaumat et Isabelle Chladek.

## Auteur, entretien
D'où viens-tu mon petit ? entretien entre Philippe Macasdar, directeur du théâtre St-Gervais Genève et Gérard Guillaumat où Gérard Guillaumat raconte toute sa vie. Entretiens filmés, 2 DVD. Réalisation Maurizio Giuliani.
Gérard Guillaumat, lecteur d'exception, artiste singulier. Entretiens filmés avec Philippe Macasdar, directeur Théâtre St-Gervais Genève. 4 DVD. Réalisation Maurizio Giuliani.
Francis (mise en scène par Jean-Louis Martinelli) édition du théâtre de Lyon, 1989, 60 p..

## Critiques sur le travail Gérard Guillaumat
Sur le lecteur-conteur : La préférence donnée au texte sur le jeu : Isabelle Chladek, sa dernière compagne, comédienne et metteur en scène explique "Il faut comprendre que Gérard ne veut pas jouer. Cela ne l’a jamais vraiment intéressé. Ce qu’il veut, c’est s’effacer derrière un texte pour que celui‑ci seul soit sur le devant de la scène. Paradoxalement, en s’effaçant ainsi, il s’approprie à tel point le texte qu’on a l’impression que c’est lui qui parle, qu’il en est devenu l’auteur".
Sur le comédien : Claude Sarraute dans une critique du Monde consacrée à Richard II écrit : "Gérard Guillaumat est Richard ; il le dessine d'un sourire mi-entendu, mi-éperdu, d'un doigt pensif revenant par habitude à la commissure des lèvres ; il lui prête dès le début cette force fragile qui est celle du héros de la Renaissance, celui que Jean-Louis Barrault a si bien surnommé le Héros du doute. Il a su donner à la scène de la déposition la solennité rituelle de la messe ; il a su trouver dans les réflexions du roi-mendiant sur la vanité de la condition humaine des accents qui annoncent, par delà Hamlet, le Roi Lear".